# فضل بن موسی بن جعفر
فضل بن موسی بن جعفر ملقب به شاه ابوالفضل، از فرزندان امام موسی کاظم و برادر تنی علی بن موسی الرضا است. مدفن او که به صورت یک زیارتگاه درآمده؛ در جهرم قرار دارد. ساختمان آرامگاه در سال ۸۰۶ ه‍.ق به دستور محمد سلجوقی ساخته شده و در تاریخ ۱۳۵۳/۷/۲۱ با شماره ۱۰۰۴ به عنوان یکی از آثار ملی ایران به ثبت رسیده‌است.

## زندگی
فضل پسر امام موسی کاظم از همسرش نجمه خاتون بود. نجمه خاتون مادر علی بن موسی الرضا، فاطمه معصومه، حمیده خاتون و سید جعفر است. هنگامی که خبر درگذشت علی بن موسی الرضا به فاطمه معصومه که برای دیدن برادرش همراه تنی چند از دیگر فرزندان موسی بن جعفر از مدینه به ایران آمده بودند رسید ایشان همراه دیگر برادران در قم اقامت نمودند. پس از اندکی نیز خانم فاطمه معصومه نیز بر اثر بیماری یا بنا به برخی اقوال بر اثر مسمومیت عمدی در گذشتند یا به قتل رسیدند. بعد از درگذشت علی بن موسی الرضا حکومت عباسی دستوری را به والیان شهرهای مختلف صادر کرد تا برادران ایشان را در هر کجا مشاهده نمودند فوراً به قتل برسانند. به همین دلیل به ناچار هر کدام به شهری رفته، به صورت ناشناس به زندگی ادامه دادند. اما تعداد زیادی از آن‌ها شناسایی و کشته شدند.
عده‌ای از آن‌ها نیز راهی استان فارس شدند که احمد بن موسی شاهچراغ معروف‌ترینشان است. فضل بن موسی (بنا به گفته پیشینیان جهرمی) به جهرم آمد و در بیرون از شهر در منطقه خارقان (شهرک فاطمیه) که در گذشته از شهر فاصله زیادی داشته‌است و به علت وجود قنات معروف خارقان زمین‌های کشاورزی بسیاری داشت منزل نموده، به صورت ناشناس به کشاورزی می‌پردازد. به مرور زمان به سبب علم و تقوای وی مردم شهر به ایشان علاقه‌مند شدند و دور ایشان گرد آمدند.

## درگذشت
خبر حضور فضل بن موسی به والی فارس رسید و موجب کشف هویت واقعی فضل بن موسی شد. به دستور والی حکومت عباسی چند نفر مأمور قتل او گردیدند و یکی از سربازان هنگامی که فضل بن موسی از شدت خستگی از کار در کنار جوی آب به خواب رفته بود، با ضربات «بیل» وی را به قتل رسانید. فردای آن روز کشاورزان متوجه پیکر او که به خون غلتیده بود، شدند و در همان مکان (خارقان) به خاک سپردند. البته در برخی از کتب تاریخی مثل بحرالانساب و … از محل دفن وی در بهبهان یا ارجان سابق نام برده‌اند.
در مورد تاریخ دقیق درگذشت فضل بن موسی اطلاع دقیقی موجود نیست اما از آنجاییکه کشته شدن شاهچراغ را به سال ۲۰۳ هـ. ق نوشته‌اند، و تفرق کاروان نیز پس از درگذشت او بوده، لذا اگر بپذیریم وی در مدت ۲ سال زندگانی مخفی در جهرم داشته آن وقت می‌توان کشته شدن وی را به سال ۲۰۵ هـ. ق گمان زد.